# 雷维永
雷维永（法語：Révillon，法語發音：[ʁevijɔ̃]）是法国上法蘭西大區埃纳省的一个市镇，属于苏瓦松区。2016年，雷维永与临近的6个市镇合并为新市镇莱塞特瓦隆。

## 地理
雷维永（49°21'59"N, 3°42'2"E）面积2.24 平方千米，位于法国上法蘭西大區埃纳省，该省份为法国北部内陆省份，北起北部省，西接索姆省和瓦兹省，东临阿登省和马恩省，西南至塞纳-马恩省，东北部与比利时接壤。
与雷维永接壤的市镇（或旧市镇、城区）包括：迈济、维莱昂普赖耶尔、格莱讷。

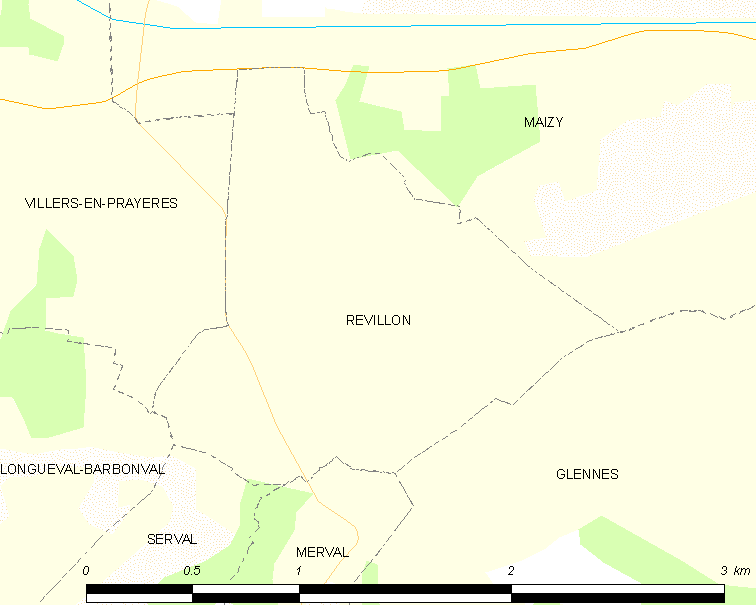
雷维永的OSM定位图

雷维永的时区为UTC+01:00、UTC+02:00（夏令时）。

## 行政
雷维永的邮政编码为02160，INSEE市镇编码为02646。

## 政治
雷维永所属的省级选区为塔德努瓦地区费尔县。

## 人口

1962-2008年间雷维永人口变化图示

雷维永于2018年1月1日时的人口数量为68人。